# Anselmo Pietrulla
Anselmo Pietrulla OFM (nascido Reinart Jan Pietrulla; Knurów, 12 de setembro de 1906 — Tubarão, 25 de maio de 1992), foi um bispo católico da diocese de Campina Grande e da diocese de Tubarão, nascido na Silésia (Polônia), na época em que esta província era alemã.

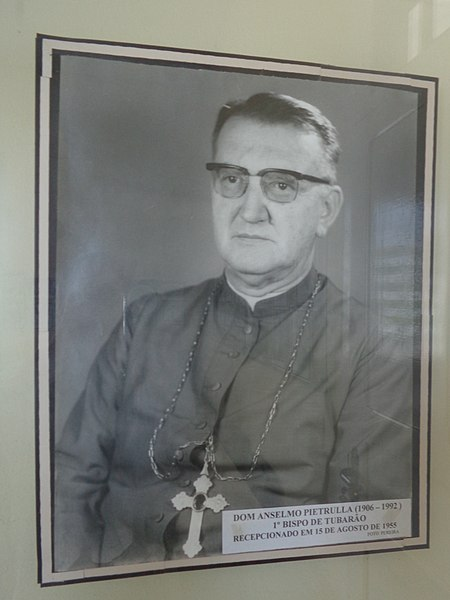
Dom Anselmo Pietrulla, fotografia depositada no Arquivo Público e Histórico Amadio Vettoretti

A ordenação presbiteral ocorreu em 21 de maio de 1932. Eleito bispo em 13 de dezembro de 1947, recebeu a ordenação episcopal no dia 8 de fevereiro de 1948, das mãos do Cardeal Dom Carlo Chiarlo, sendo concelebrante o Cardeal Dom Augusto Álvaro da Silva e Dom Juvêncio de Brito, assumindo a prelatura de Santarém.
Foi sepultado na nova catedral de Tubarão.

## Ordenações episcopais
Dom Anselmo foi celebrante da ordenação episcopal de:
- Dom Adriano Mandarino Hypólito

Dom Anselmo foi concelebrante da ordenação episcopal de:
- Dom Alberto Gaudêncio Ramos
- Dom João Floriano Loewenau
- Dom Zacarias Rolim de Moura
- Dom Paulo Evaristo Arns
- Dom Edilberto Dinkelborg
- Dom Gregório Warmeling
- Dom Pascásio Rettler
- Dom Silvério Jarbas Paulo de Albuquerque
- Dom Constantino José Lüers
- Dom Osório Bebber

## Episcopado
- 8 de fevereiro de 1948 - Prelado de Santarém
- 18 de junho de 1949 - Bispo da diocese de Campina Grande
- 11 de maio de 1955 - Bispo da diocese de Tubarão
- 17 de setembro de 1981 - Bispo emérito da diocese de Tubarão